# Progress MS-08
Progres MS-08 (rusă Прогресс МC-08), identificată de NASA drept Progress 69 sau 69P, este o navă spațială Progress utilizată de Agenția Federală Spațială Rusă pentru a reaproviziona Stația Spațială Internațională.

## Lansare
Progress MS-08 a fost lansat la 13 februarie 2018 de la Cosmodromul Baikonur din Kazahstan, la bordul unei rachete Soyuz-2.1a . 

## Andocare
Progress MS-8 a andocat pe 15 februarie 2018 cu portul de andocare din modulul Zvezda . 

## Încărcătură
Progress MS-08 a transportat circa 2746 kg de mărfuri și bunuri către Stația Spațială Internațională. Nava spațială a livrat alimente, combustibil și provizii, inclusiv 890 kg de combustibil propulsor, 46 kg de oxigen și aer și 420 kg de apă. 